# Felix da Housecat
Felix da Housecat (właściwie Felix Stallings, Jr., znany także pod pseudonimami: Madcatt Courtship, Thee Maddkatt Courtship, Aphrohead lub Sharkimaxx ur. 7 maja 1972 roku w Chicago w USA) – DJ i producent amerykański, jest również uznanym remikserem i wykonawcą.

## Dyskografia

### Albumy
- By Dawns Early Lite - 1993
- Metropolis Present Day? Thee Album! - 1995
- Clashbackk Compilation Mix - 1997
- Transmissions, Vol. 2 - 1997
- I know electrikboy - 2001
- Kittenz and Thee Glitz - 2001
- Excursions - 2002
- Rocketmann! - 2002
- The Neon Fever - 2004
- Playboy: The Mansion Soundtrack - 2005
- Virgo Blaktro & The Movie Disco - 2007
- He Was King - 2009

### Single i EP
- "Footsteps of Rage" - 1995
- "Smak Dat Ass" - 1996
- "Dirty Mother" - 1997
- "Silver Screen" - 2002
- "Madame Hollywood" - 2002
- "Madame Hollywood Remixes" - 2002
- "Silver Screen Shower Scene" - 2003
- "Cyberwhore" 2003
- "Rocket Ride" - 2004
- "Ready 2 Wear" - 2004
- "Watching Cars Go By" - 2004